# Décès en juin 2022
Décès
- 2018
- 2019
- 2020
- 2021
- 2022
- 2023
- 2024
- 2025
- 2026

Pour une information complémentaire, voir la page d'aide.

| Date     | Nom                                   | Activités                                                                                           | Âge   | Source |
| -------- | ------------------------------------- | --------------------------------------------------------------------------------------------------- | ----- | ------ |
| 1er juin | Chantal Aumeran                       | Syndicaliste française.                                                                             | 62    |        |
| 1er juin | Marion Barber                         | Joueur de foot U.S américain.                                                                       | 38    | (en)   |
| 1er juin | Serge Diantantu                       | Dessinateur de bande dessinée congolais.                                                            | 62    |        |
| 1er juin | Julien Friedler                       | Écrivain et artiste contemporain belge.                                                             | 71    | (it)   |
| 1er juin | Jean Lèques                           | Homme politique français.                                                                           | 90    |        |
| 1er juin | István Szőke                          | Footballeur hongrois.                                                                               | 75    |        |
| 1er juin | Takeyoshi Tanuma                      | Photographe japonais.                                                                               | 93    | (en)   |
| 2 juin   | José Luccioni                         | Acteur et directeur artistique français.                                                            | 72    |        |
| 2 juin   | Valentin Oehen                        | Homme politique suisse.                                                                             | 90    | (de)   |
| 2 juin   | Bhajan Sopori                         | Musicien indien du Cachemire.                                                                       | 74    | (en)   |
| 2 juin   | Uri Zohar                             | Rabbin israélien.                                                                                   | 86    |        |
| 3 juin   | Raymond Chabanne                      | Officier général français.                                                                          | 98    |        |
| 3 juin   | Liliana De Curtis                     | Femme de lettres et actrice italienne.                                                              | 89    | (it)   |
| 3 juin   | Sophie Freud                          | Psychosociologue, éducatrice et auteure américaine.                                                 | 97    | (en)   |
| 3 juin   | Ken Kelly                             | Peintre et illustrateur d'heroic fantasy.                                                           | 76    | (en)   |
| 3 juin   | Ra'anan Levy                          | Artiste israélien.                                                                                  | 68    |        |
| 3 juin   | Grachan Moncur III                    | Musicien de jazz américain.                                                                         | 85    | (en)   |
| 3 juin   | John Edward Porter                    | Homme politique américain.                                                                          | 87    | (en)   |
| 3 juin   | Dorothy Smith                         | Sociologue et anthropologue canadienne.                                                             | 95    | (en)   |
| 3 juin   | Alcide Vaucher                        | Coureur cycliste suisse.                                                                            | 88    |        |
| 3 juin   | Adam Wolańczyk                        | Acteur polonais.                                                                                    | 86    | (pl)   |
| 4 juin   | Frank Hoffmann                        | Acteur allemand.                                                                                    | 84    | (de)   |
| 4 juin   | George Lamming                        | Poète et romancier barbadien.                                                                       | 94    | (en)   |
| 4 juin   | Robert Laurie                         | Joueur australien de rugby à XIII.                                                                  | 66    | (en)   |
| 4 juin   | Fei Liang                             | Herpétologiste chinois.                                                                             | 86    | (en)   |
| 4 juin   | Eric Nesterenko                       | Hockeyeur sur glace puis entraîneur canadien.                                                       | 88    | (en)   |
| 4 juin   | Marc Pessin                           | Graveur, éditeur et illustrateur français.                                                          | 89    |        |
| 4 juin   | Thubten Samphel                       | Écrivain, journaliste et haut-fonctionnaire tibétain.                                               | 65    | (en)   |
| 4 juin   | Goran Sankovič                        | Footballeur international slovène.                                                                  | 44    |        |
| 4 juin   | Anna Maria Tatò                       | Réalisatrice italienne.                                                                             | 82    | (it)   |
| 5 juin   | Haidar Abdul-Razzaq                   | Footballeur international irakien.                                                                  | 40    |        |
| 5 juin   | Latif Demirci                         | Dessinateur et écrivain turc.                                                                       | 61    | (tr)   |
| 5 juin   | Claude Fayard                         | Journaliste, réalisateur et producteur de télévision français.                                      | 96    |        |
| 5 juin   | Richard Edwin Hills                   | Astronome britannique.                                                                              | 76    | (en)   |
| 5 juin   | Roman Koutouzov                       | Officier major général russe.                                                                       | 43    | (en)   |
| 5 juin   | Fadika Kramo-Lanciné                  | Réalisateur ivoirien.                                                                               | 74    |        |
| 5 juin   | Aleksandr Nikitine                    | Joueur d'échecs russe.                                                                              | 87    | (ru)   |
| 5 juin   | Oddleif Olavsen                       | Homme politique norvégien.                                                                          | 76    | (no)   |
| 5 juin   | Christopher Pratt                     | Peintre et graveur canadien.                                                                        | 87    | (en)   |
| 5 juin   | Peter Ascherl                         | Joueur de hockey sur glace canado-allemand.                                                         | 68    | (de)   |
| 5 juin   | Roger Swinfen Eady (3e baron Swinfen) | Parlementaire britannique.                                                                          | 83    |        |
| 5 juin   | Alec John Such                        | Musicien américain.                                                                                 | 70    | (en)   |
| 5 juin   | Yves-Marie Vérove                     | Joueur puis entraîneur français de basket-ball.                                                     | 72    |        |
| 5 juin   | Roberto Wirth                         | Homme d'affaires italien.                                                                           | 72    | (it)   |
| 6 juin   | Daniel Aeberli                        | Peintre suisse.                                                                                     | 75    |        |
| 6 juin   | Zéta Aimilianídou                     | Femme politique chypriote.                                                                          | 67    | (el)   |
| 6 juin   | Gianni Clerici                        | Journaliste italien.                                                                                | 91    | (it)   |
| 6 juin   | Jacques Destoop                       | Comédien et peintre français.                                                                       | 90    |        |
| 6 juin   | Florence d'Harcourt                   | Femme politique française.                                                                          | 93    |        |
| 6 juin   | Juliette de La Genière                | Archéologue française.                                                                              | 94    |        |
| 6 juin   | Orlando Jorge Mera                    | Avocat et homme politique dominicain.                                                               | 55    |        |
| 6 juin   | Valeri Rioumine                       | Cosmonaute russe.                                                                                   | 82    | (ru)   |
| 6 juin   | Jacques Villeglé                      | Plasticien et peintre français.                                                                     | 96    |        |
| 7 juin   | Isaac Berger                          | Haltérophile américain, triple médaillé olympique (1956, 1960, 1964).                               | 85    | (en)   |
| 7 juin   | Anne Cutler                           | Chercheuse australienne.                                                                            | 77    |        |
| 7 juin   | Keijo Korhonen                        | Homme politique finlandais.                                                                         | 88    |        |
| 7 juin   | Josefina Lamberto                     | Militante des droits humains espagnole.                                                             | 92/93 | (es)   |
| 7 juin   | Marco Luzzago                         | Personnalité italienne de l'ordre souverain de Malte, lieutenant du grand maître de 2020 à sa mort. | 72    |        |
| 7 juin   | Charles de Wurtemberg                 | Prétendant au trône du Wurtemberg.                                                                  | 85    |        |
| 8 juin   | Bernhard Casper                       | Philosophe allemand.                                                                                | 91    | (it)   |
| 8 juin   | Louis Crocq                           | Psychiatre et docteur en psychologie français.                                                      | 94    |        |
| 8 juin   | Costică Dafinoiu                      | Boxeur roumain, médaillé de bronze aux Jeux olympiques d'été de 1976.                               | 68    | (ro)   |
| 8 juin   | Tarhan Erdem                          | Homme politique turc.                                                                               | 88/89 | (tr)   |
| 8 juin   | Julio Jiménez                         | Coureur cycliste espagnol.                                                                          | 87    |        |
| 8 juin   | Dale W. Jorgenson                     | Économiste américain.                                                                               | 89    | (en)   |
| 8 juin   | David Lloyd-Jones                     | Chef d'orchestre britannique.                                                                       | 88    | (en)   |
| 8 juin   | Paula Rego                            | Artiste plasticienne anglo-portugaise.                                                              | 87    | (en)   |
| 8 juin   | Jean-Louis Schefer                    | Écrivain, philosophe, critique d'art, théoricien du cinéma et de l’image français.                  | 83    |        |
| 9 juin   | Billy Bingham                         | Footballeur International nord-irlandais.                                                           | 90    |        |
| 9 juin   | Michel Cosson                         | Dirigeant d'entreprise français.                                                                    | 90    |        |
| 9 juin   | Julee Cruise                          | Chanteuse américaine.                                                                               | 66    |        |
| 9 juin   | Chris Nangoi                          | Homme politique papou-néo-guinéen.                                                                  | ?     | (en)   |
| 9 juin   | Matt Zimmerman (en)                   | Acteur canadien.                                                                                    | 87    |        |
| 10 juin  | Jean-Jacques Barthe                   | Homme politique français.                                                                           | 85    |        |
| 10 juin  | Billel Benhammouda                    | Footballeur algérien.                                                                               | 24    |        |
| 10 juin  | Viliami Hingano                       | Homme politique tongien.                                                                            | 47    | (en)   |
| 10 juin  | Gérard Leclerc                        | Sociologue français.                                                                                | 79    |        |
| 10 juin  | François Meyer                        | Général de brigade français.                                                                        | 88    |        |
| 10 juin  | Nils Thornander                       | Artiste plasticien et compositeur de musique suédois.                                               | 64    |        |
| 11 juin  | Marco Avellaneda                      | Mathématicien américain.                                                                            | 67    | (en)   |
| 11 juin  | Bernd Bransch                         | Footballeur allemand, champion et médaillé de bronze olympique (1972, 1976).                        | 77    |        |
| 11 juin  | Aurèle Ferlatte                       | Syndicaliste canadien.                                                                              | 94    |        |
| 12 juin  | Philip Baker Hall                     | Acteur américain.                                                                                   | 90    | (en)   |
| 12 juin  | Phil Bennett                          | Joueur de rugby à XV gallois.                                                                       | 73    | (en)   |
| 12 juin  | Patrick Breuzé                        | Journaliste et écrivain français.                                                                   | 69    |        |
| 12 juin  | Roman Bunka                           | Guitariste, compositeur et joueur de oud allemand.                                                  | 70    | (en)   |
| 12 juin  | Commander Tom                         | DJ allemand.                                                                                        | ?     | (de)   |
| 12 juin  | Roger Dadoun                          | Philosophe, psychanalyste, traducteur et critique d'art français.                                   | 94    |        |
| 12 juin  | Alain Dupas                           | Astrophysicien français.                                                                            | 76    |        |
| 12 juin  | Sylvie Granger                        | Historienne française.                                                                              | 67    |        |
| 12 juin  | Lukas Poklepovic                      | Footballeur croate.                                                                                 | 77    | (hr)   |
| 12 juin  | Anselmo Ruíz                          | Footballeur international péruvien.                                                                 | 87    |        |
| 12 juin  | Jim Ryan                              | Homme politique américain.                                                                          | 76    | (en)   |
| 12 juin  | Jacques Villain                       | Physicien français.                                                                                 | 88    |        |
| 13 juin  | Gérard Bonal                          | Écrivain français.                                                                                  | 81    |        |
| 13 juin  | Hari Chand                            | Athlète indien.                                                                                     | 69    | (en)   |
| 13 juin  | Henri Garcin                          | Acteur franco-belge.                                                                                | 94    |        |
| 13 juin  | Anatoliy Mikhailov                    | Athlète soviétique, médaillé de bronze aux Jeux olympiques d'été de 1964.                           | 85    | (ru)   |
| 13 juin  | Carlos Ortiz                          | Boxeur portoricain.                                                                                 | 85    | (es)   |
| 13 juin  | Giuseppe Pericu                       | Homme politique italien.                                                                            | 84    | (it)   |
| 13 juin  | Rolando Serrano                       | Footballeur colombien.                                                                              | 83    | (es)   |
| 13 juin  | Georges Weill                         | Archiviste et historien français.                                                                   | 88    |        |
| 14 juin  | Johan Cullberg                        | Psychiatre et psychologue, graffeuse suédois.                                                       | 88    | (se)   |
| 14 juin  | Missill                               | Disc jockey, productrice, graffeuse, graphiste et vidéaste française.                               | 42    |        |
| 14 juin  | Joel Whitburn                         | Historien de la musique américain.                                                                  | 82    | (en)   |
| 14 juin  | Davie Wilson                          | Footballeur britannique.                                                                            | 83    | (en)   |
| 14 juin  | A. B. Yehoshua                        | Romancier israélien.                                                                                | 85    | (en)   |
| 15 juin  | Robert Dumontois                      | rameur d'aviron français, médaillé d'argent aux Jeux olympiques d'été de 1960.                      | 80    |        |
| 15 juin  | Jan Klijnjan                          | Footballeur international néerlandais.                                                              | 77    |        |
| 15 juin  | Cho Min-ho                            | Hockeyeur sur glace sud-coréen.                                                                     | 35    | (co)   |
| 15 juin  | Kazue Morisaki                        | Écrivaine japonaise.                                                                                | 95    | (ja)   |
| 15 juin  | Philippe Nozières                     | Physicien français.                                                                                 | 90    |        |
| 16 juin  | Steinar Amundsen                      | Kayakiste norvégien, champion et médaillé de bronze olympique (1968, 1972).                         | 76    | (en)   |
| 16 juin  | Tony Bosković                         | Arbitre international de football yougoslave puis australien.                                       | 89    | (en)   |
| 16 juin  | Maria Lúcia Dahl                      | Actrice brésilienne.                                                                                | 80    |        |
| 16 juin  | Michel David-Weill                    | Banquier, mécène et collectionneur d'art français.                                                  | 89    |        |
| 16 juin  | José Pablo García Castany             | Footballeur espagnol.                                                                               | 73    | (es)   |
| 16 juin  | Tim Sale                              | Dessinateur américain de comics.                                                                    | 66    | (en)   |
| 17 juin  | Big Rude Jake                         | Musicien canadien.                                                                                  | 59    | (en)   |
| 17 juin  | Lahcen Boutayeb                       | Dirigeant sportif marocain.                                                                         | ?     |        |
| 17 juin  | Charles De Rouck                      | sculpteur et céramiste belge.                                                                       | 92    |        |
| 17 juin  | Sid Ahmed Ferroukhi                   | Homme politique algérien.                                                                           | 54    |        |
| 17 juin  | Lorraine Guay                         | Infirmière et militante de gauche canadienne.                                                       | 79    |        |
| 17 juin  | François Gril                         | Joueur de rugby à XV français.                                                                      | 86    |        |
| 17 juin  | Simo Knuuttila                        | Théologien et professeur d'université finlandais.                                                   | 76    | (fi)   |
| 17 juin  | Nicole Tomczak-Jaegermann             | Mathématicienne polono-canadienne.                                                                  | 76/77 | (pl)   |
| 17 juin  | Jean-Louis Trintignant                | Acteur, réalisateur et pilote automobile français.                                                  | 91    |        |
| 18 juin  | Franz Adlkofer                        | Médecin et professeur d'université allemand.                                                        | 86    |        |
| 18 juin  | Pierre Baldi                          | Peintre français.                                                                                   | 103   |        |
| 18 juin  | René-Nicolas Ehni                     | Écrivain et dramaturge français.                                                                    | 87    |        |
| 18 juin  | Uffe Ellemann-Jensen                  | Homme politique danois.                                                                             | 80    | (en)   |
| 18 juin  | Marie-Rose Gaillard                   | Coureuse cycliste belge.                                                                            | 77    |        |
| 18 juin  | Alexeï Parchine                       | Mathématicien soviétique puis russe.                                                                | 79    | (ru)   |
| 18 juin  | Chantal Poupaud                       | Réalisatrice, scénariste et productrice française.                                                  | 82    |        |
| 18 juin  | Mamadou Sarr                          | Athlète sénégalais.                                                                                 | 83    |        |
| 19 juin  | Ritzi Jacobi                          | Artiste textile.                                                                                    | 80    |        |
| 19 juin  | Oleh Koutsyne                         | Homme politique et militaire soviétique puis ukrainien.                                             | 56    |        |
| 19 juin  | Raakel Kuukka                         | Photographe finlandaise.                                                                            | 66    | (fi)   |
| 19 juin  | Annick Le Floc'hmoan                  | Journaliste et écrivaine française.                                                                 | 70    |        |
| 20 juin  | Regimantas Adomaitis                  | Acteur lituanien.                                                                                   | 85    | (lt)   |
| 20 juin  | Alphonse Allain                       | Poète français.                                                                                     | 97    |        |
| 20 juin  | Sture Allén                           | Professeur de linguistique informatique suédois.                                                    | 93    | (sv)   |
| 20 juin  | Jordi Bonet i Armengol                | Architecte catalan.                                                                                 | 97    | (ca)   |
| 20 juin  | Kurt Equiluz                          | Ténor autrichien.                                                                                   | 93    | (de)   |
| 20 juin  | Eddie Hopson                          | Boxeur américain.                                                                                   | 50    | (en)   |
| 20 juin  | Mauricio Quiroga                      | Coureur cycliste argentin.                                                                          | 30    | (es)   |
| 20 juin  | Eldar Salayev                         | Scientifique azerbaïdjanais.                                                                        | 88    | (az)   |
| 20 juin  | Caleb Swanigan                        | Joueur de basket-ball américain.                                                                    | 25    | (en)   |
| 21 juin  | Jean-Claude Bahu                      | Homme politique français.                                                                           | 81    |        |
| 21 juin  | Patrizia Cavalli                      | Poétesse italienne.                                                                                 | 75    | (it)   |
| 21 juin  | Erich Heckelmann                      | Homme politique allemand.                                                                           | 87    | (de)   |
| 21 juin  | Duncan Henderson                      | Producteur de cinéma américain.                                                                     | 72    | (en)   |
| 21 juin  | Pierre Narcisse                       | Chanteur russe d'origine camerounaise.                                                              | 45    |        |
| 21 juin  | Dragan Tomić                          | Homme d'État serbe.                                                                                 | 86    | (sr)   |
| 22 juin  | Yves Coppens                          | Paléontologue français.                                                                             | 87    |        |
| 22 juin  | Isabel Echarri                        | Artiste franco-espagnole.                                                                           | 93    |        |
| 22 juin  | Jaylon Ferguson                       | Joueur américain de football américain.                                                             | 26    | (en)   |
| 22 juin  | Jacques Lizot                         | Ethnologue français.                                                                                | 84    |        |
| 22 juin  | Jonny Nilsson                         | Patineur de vitesse suédois, champion aux Jeux olympiques d'hiver de 1964.                          | 79    | (se)   |
| 22 juin  | Jüri Tarmak                           | Athlète soviétique, champion aux Jeux olympiques d'été de 1972.                                     | 75    | (et)   |
| 23 juin  | Stien Baas-Kaiser                     | Patineuse de vitesse néerlandaise, multiple médaillée olympique (1968, 1972).                       | 84    | (nl)   |
| 23 juin  | Bernard Belle                         | Musicien américain.                                                                                 | 57    |        |
| 23 juin  | Henri Elendé                          | Athlète congolais.                                                                                  | 80    |        |
| 23 juin  | Sally Greengross                      | Femme politique britannique.                                                                        | 86    | (en)   |
| 23 juin  | Rima Melati                           | Actrice et chanteuse indonésienne.                                                                  | 82    | (en)   |
| 23 juin  | Peter Molnar                          | Géophysicien et géomorphologue américain.                                                           | 78    | (en)   |
| 23 juin  | Alain Plantefol                       | Joueur de rugby à XV français.                                                                      | 79    |        |
| 23 juin  | Jean Waline                           | Professeur de droit et homme politique français.                                                    | 88    |        |
| 24 juin  | Maria Nichiforov                      | Kayakiste roumaine, médaillée de bronze aux Jeux olympiques d'été de 1972.                          | 71    | (en)   |
| 24 juin  | Zhang Sizhi                           | Homme politique chinois.                                                                            | 94    | (zh)   |
| 24 juin  | Joël Kermarrec                        | Peintre français.                                                                                   | 82    |        |
| 24 juin  | David John Williams                   | Dirigeant sportif trinidadien.                                                                      | ?     | (en)   |
| 25 juin  | Javier Cárdenas                       | Joueur de football international mexicain.                                                          | 69    | (es)   |
| 25 juin  | Arie Pais                             | Homme politique néerlandais.                                                                        | 92    | (nl)   |
| 25 juin  | Russell Watt                          | Joueur de rugby à XV néo-zélandais.                                                                 | 86    | (en)   |
| 25 juin  | William Woolsey                       | Nageur américain, champion et médaillé d'argent olympique (1952, 1956).                             | 87    | (en)   |
| 26 juin  | Margaret Keane                        | Peintre américaine.                                                                                 | 94    | (en)   |
| 26 juin  | Raffaele La Capria                    | Écrivain italien.                                                                                   | 99    | (it)   |
| 26 juin  | Frank Moorhouse                       | Écrivain et scénariste australien.                                                                  | 83    | (en)   |
| 26 juin  | Frank Williams                        | Acteur britannique.                                                                                 | 90    | (en)   |
| 27 juin  | Monique Adolphe                       | Scientifique et biologiste française.                                                               | 89    |        |
| 27 juin  | Fina García Marruz                    | Écrivaine et poétesse cubaine.                                                                      | 99    |        |
| 27 juin  | Marcel Mathys                         | Sculpteur et illustrateur suisse.                                                                   | 89    |        |
| 27 juin  | Jean-Hervé Stiévenart                 | Athlète français.                                                                                   | 67    |        |
| 27 juin  | Joe Turkel                            | Acteur et scénariste américain.                                                                     | 94    | (en)   |
| 27 juin  | Leonardo Del Vecchio                  | Entrepreneur italien.                                                                               | 87    |        |
| 28 juin  | Cüneyt Arkın                          | Acteur turc.                                                                                        | 84    |        |
| 28 juin  | Martin Bangemann                      | Politicien allemand.                                                                                | 87    | (de)   |
| 28 juin  | Eleonora Barbieri Masini              | Sociologue italienne.                                                                               | 93    | (it)   |
| 28 juin  | Christine Dranzoa                     | Professeure, biologiste et écologiste ougandaise                                                    | 55    | (en)   |
| 28 juin  | David Weiss Halivni                   | Rabbin américano-israélien.                                                                         | 94    | (en)   |
| 28 juin  | Neville Hayes                         | Nageur australien, double médaillé d'argent aux Jeux olympiques d'été de 1960.                      | 78    | (en)   |
| 28 juin  | Deborah James                         | Journaliste britannique.                                                                            | 40    | (en)   |
| 28 juin  | Pallonji Mistry                       | Entrepreneur et homme d'affaires irlandais.                                                         | 93    | (en)   |
| 28 juin  | Hichem Rostom                         | Acteur tunisien.                                                                                    | 75    |        |
| 28 juin  | Mike Schuler                          | Entraîneur de basket-ball américain.                                                                | 81    | (en)   |
| 28 juin  | Varinder Singh                        | Joueur de hockey sur gazon indien, médaillé de bronze aux Jeux olympiques d'été de 1972.            | 75    | (en)   |
| 29 juin  | Sonny Barger                          | Écrivain et pilote de moto américain.                                                               | 83    | (en)   |
| 29 juin  | Claude Eveno                          | Urbaniste, réalisateur et auteur français.                                                          | 77    |        |
| 29 juin  | Rik Evens                             | Coureur cycliste belge.                                                                             | 95    | (nl)   |
| 29 juin  | Lothar Kämpfe                         | Zoologiste allemand.                                                                                | 99    | (de)   |
| 29 juin  | Eeles Landström                       | Athlète finlandais, médaillé de bronze aux Jeux olympiques d'été de 1960.                           | 90    | (fi)   |
| 29 juin  | Iréna Martial                         | Supercentenaire française.                                                                          | 113   |        |
| 29 juin  | Yehuda Meshi Zahav                    | Militant israélien.                                                                                 | 62    | (en)   |
| 30 juin  | Jean-Guy Gendron                      | Joueur puis entraîneur-chef canadien de hockey sur glace.                                           | 87    |        |
| 30 juin  | Indulata Sukla                        | Mathématicienne indienne.                                                                           | 78    | (en)   |
| 30 juin  | Technoblade                           | Youtubeur Minecraft américain                                                                       | 23    | (en)   |
| 30 juin  | Kazimierz Zimny                       | Athlète polonais, médaillé de bronze aux Jeux olympiques d'été de 1960.                             | 87    | (pl)   |